# Loud 'n' Proud
| 전문가 평가 | 전문가 평가 |
| 평가 점수   | 평가 점수   |
| 출처        | 점수        |
| ----------- | ----------- |
| AllMusic    | [ 2 ]       |

《Loud 'n' Proud》는 스코틀랜드의 하드 록 밴드 나자레스의 1973년 11월에 발매된 네 번째 스튜디오 음반이다. 이 음반은 딥 퍼플의 베이시스트 로저 글로버가 프로듀싱했다.

## 배경
이 음반은 영국 음반 차트에서 10위를 차지하며 그룹 음반 중 가장 높은 순위를 차지했으며 오스트리아 음반 차트에서도 1위를 차지했다. 1976년에는 캐나다에서 10만 장이 판매될 때마다 플래티넘 음반으로 인증 받게 된다.
조니 미첼의 타이틀곡인 〈This Flight Tonight〉를 반복해서 부른 이 싱글은 영국 차트 11위, 독일 차트 1위에 오를 예정이다. 1971년 음반 《Blue》로 이 곡을 녹음한 조니 미첼은 이 재방송을 보고 깊은 인상을 받았으며, 때때로 콘서트에서 나자레스 곡으로 이 곡을 선보이기도 했다.

## 곡 목록
모든 곡들은 특별한 언급이 없는 한 피트 애그뉴, 매니 찰턴, 댄 맥카퍼티 그리고 대럴 스위트에 의해 작사/작곡하였다.
| #  | 제목                                           | 작사·작곡 | 재생 시간 |
| -- | ---------------------------------------------- | --------- | --------- |
| 1. | 〈Go Down Fighting〉                           |           | 3:07      |
| 2. | 〈Not Faking It〉                              |           | 4:01      |
| 3. | 〈Turn On Your Receiver〉                      |           | 3:19      |
| 4. | 〈Teenage Nervous Breakdown〉 (리틀 피트 커버) | 로웰 조지 | 3:43      |
| 5. | 〈Free Wheeler〉                               |           | 5:31      |

| #  | 제목                                      | 작사·작곡 | 재생 시간 |
| -- | ----------------------------------------- | --------- | --------- |
| 6. | 〈This Flight Tonight〉 (조니 미첼 커버)  | 조니 미첼 | 3:24      |
| 7. | 〈Child in the Sun〉                      |           | 4:51      |
| 8. | 〈Ballad of Hollis Brown〉 (밥 딜런 커버) | 밥 딜런   | 9:11      |

## 인증
| 국가                       | 인증     | 판매량/출하량 |
| -------------------------- | -------- | ------------- |
| 캐나다 (뮤직 캐나다)       | 플래티넘 | 100,000^      |
| 스웨덴 (GLF)               | 골드     | 30,000        |
| ^출하량을 기반으로 한 인증 |          |               |